# Hans-Joachim Rudolphi
Hans-Joachim Rudolphi (* 17. Juli 1934 in Querfurt; † 24. Juli 2009 in Bonn) war ein deutscher Rechtswissenschaftler und Professor für Strafrecht an der Universität Bonn.

## Leben

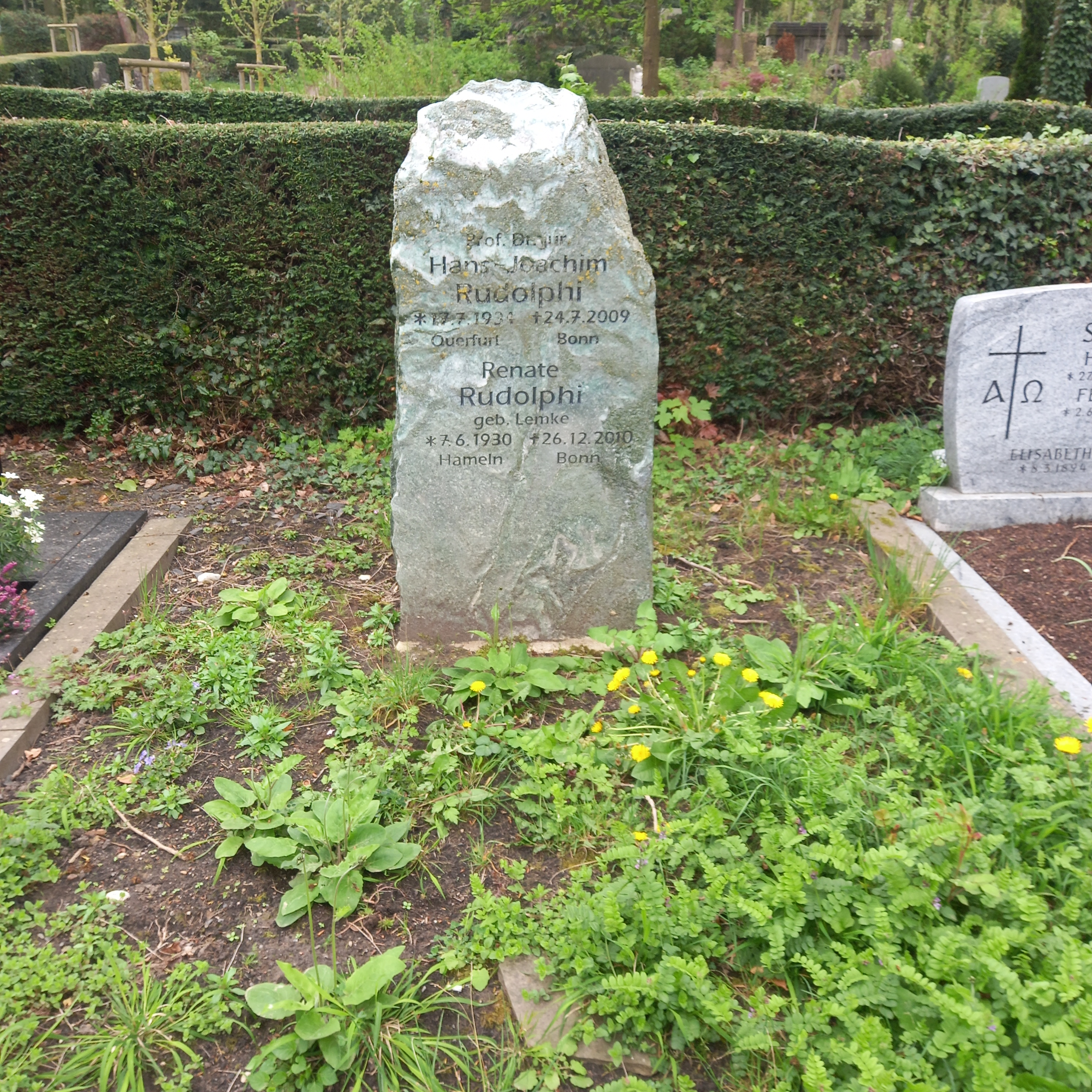
Das Grab von Hans-Joachim Rudolphi und seiner Ehefrau Renate geborene Lemke auf dem Poppelsdorfer Friedhof in Bonn

Rudolphi studierte Rechtswissenschaften an der Universität Göttingen, unter anderem bei Friedrich Schaffstein. Während seines Studiums trat er zwischen 1954 und 1956 für den 1. SC Göttingen 05 in 18 Spielen (4 Tore) der Oberliga Nord in Erscheinung. Rudolphi promovierte 1960 zum Thema Die hypothekarische Belastung des Wohnungseigentums. Nach dem Referendariat und der Ablegung des Zweiten Staatsexamens war er 1961 und 1962 Staatsanwalt in den Staatsanwaltschaften bei den Landgerichten Hannover und Göttingen. Er wurde von dort an die Universität Göttingen abgeordnet, wo er ab April 1963 als Assistent von Claus Roxin tätig wurde. Dort verfasste er unter anderem 1965 eine Abhandlung zur Zueignung, 1966 zur Teilnahme an einer Notstandstat und vor allem 1966 „Die Gleichstellungsproblematik der unechten Unterlassungsdelikte und der Gedanke der Ingerenz“. Letztere Monographie gilt als wegweisend. 1968 folgte die Habilitation bei Roxin zum Thema Unrechtsbewusstsein, Verbotsirrtum und Vermeidbarkeit des Verbotsirrtums. Er wurde hiernach Professor an der Universität Bonn, der er bis zur Emeritierung angehörte. 1973 und 1974 war er Dekan der juristischen Fakultät seiner Universität.